# Tipula (Microtipula) rectangulus
Tipula (Microtipula) rectangulus is een tweevleugelige uit de familie langpootmuggen (Tipulidae). De soort komt voor in het Neotropisch gebied.